# Telemundo
Telemundo (Телему́ндо — з ісп. «телевізійний світ») — американський іспаномовний телеканал, який належить Comcast через NBCUniversal. Це другий найбільший провайдер іспаномовного контенту після Univision, з програмним забезпеченням, синдикованим по всьому світу в більш ніж 100 країнах більш ніж на 35 мовах.
Канал транслює програми та оригінальний вміст, націлений на латино-американську аудиторію в Сполучених Штатах та у всьому світі, що складаються з теленовел, спорту, реаліті-шоу, новинних програм, та фільмів — або зарубіжних, або іспанських. Крім того, Telemundo керує NBC Universo, окремий канал, спрямований на молодих глядачів іспанського походження; Telemundo Digital Media, яка розповсюджує оригінальний вміст програмного забезпечення через засоби масової інформації, вебсайти Telemundo та NBC Universo; Пуерто-Рико безкоштовна станція WKAQ-TV; і міжнародний дистриб'ютор Telemundo Internacional.
Штаб-квартира Telemundo розташована в пригороді Хаяліа в Маямі та налічує 1900 співробітників по всьому світу. Більшість програм Telemundo знімаються на об'єкті, що працює в студії в Маямі, де 85% кінострічок мережі були зняті протягом 2011 року. В середньому прем'єра драми коштує 70 тисяч доларів на годину.